# Румянцев, Николай Николаевич
Никола́й Никола́евич Румя́нцев (12 апреля 1915, Приволжск — 4 августа 1994, Приволжск) — видный хозяйственник, один из организаторов советской текстильной промышленности, Герой Социалистического Труда.

## Биография
Родился 12 апреля 1915 года в селе Большое Яковлевское Нерехтского уезда Костромской губернии (ныне город Приволжск Ивановской области.
В 1933 году окончил Шуйский электротехнический техникум. Работал заместителем заведующего электроподстанции, заведующим электроотделом, начальником высоковольтного кольца Вязниковского и Никологорского районов Владимирской области. 
С 1948 года на предприятиях легкой промышленности. В 1948—1952 годах директор льнопрядильной фабрики им. К.Маркса в поселке Лосево Вязниковского района Владимирской области. 1952—1954 — директор льнопрядильной фабрики имени Кирова в городе Пучеже Ивановской области. 1958—1963 гг. — директор Ново-Писцовского льнокомбината в Вичугском районе Ивановской области. В 1963-1967 гг. заместитель начальника Верхне-Волжского управления льняной промышленности.
1967—1993 — директор Яковлевского льнокомбината в Приволжске Ивановской области. За годы руководства комбинат превратился из одного из самых отстающих в отрасли в предприятие с мировым именем. Благодаря руководству Румянцева предприятие пережило кризисные годы начала 1990-х.

## Награды
- 4 марта 1976 года присвоено звание Героя Социалистического Труда с вручением ордена Ленина и Золотой медали «Серп и Молот».
- Награждён орденом Трудового Красного Знамени (1970), медалями.